# 12345679
12345679（千二百三十四万五千六百七十九、せんにひゃくさんじゅうよんまんごせんろっぴゃくななじゅうきゅう）は自然数、また整数において、12345678の次で12345680の前の数である。

## 性質
- 12345679は合成数であり、約数は 1, 37, 333667, 12345679 の4個である。1と自身を除く2個はともに素因数である。
  - 約数の和は12679384。
  - ハーシャッド数の1つである。つまり、12345679はその数字和 1+2+3+4+5+6+7+9=37 で割り切れる。
- 111111111を9で割った値である[1]。
111111111 ÷ 9 = 12345679
- 「12345679×9×任意の1桁の自然数a」の計算結果は、その1桁の数字aが9個並んだ数になる。
12345679 × 9 × a = (111111111 ÷ 9) × 9 × a = 111111111 × a = "aaaaaaaaa"
  - この性質を使った電卓マジックなどがある[2][3][4]。
  - 12345679 × 81 = 999999999 である。
- この数に、「9の倍数+1」（ただし 10 から 73 まで）を1つ掛けると、8以外の9種類の数字が先頭を代えながら順序を乱さずに並ぶ。この現象は、巡回数に似ている。
12345679 × 10 = 123456790
12345679 × 19 = 234567901
12345679 × 28 = 345679012
...
12345679 × 73 = 901234567
- ほか、12345679 × 8 = 98765432 である。

## 呼び名に関すること
- 十進法で使う数字（0を除く）の1から9のうち8以外の全てが並んだ数であることから、英語でThe Missing Eight[5][6]、中国語で缺八数（欠八数）、缺8数[7]と呼ばれることもある。